# Oleh Kujaryk
Oleh Kujaryk –en ucraniano, Олег Кухарик– (25 de abril de 1997) es un deportista ucraniano que compite en piragüismo en la modalidad de aguas tranquilas.
Ganó cuatro medallas en el Campeonato Mundial de Piragüismo entre los años 2017 y 2023, y dos medallas de plata en el Campeonato Europeo de Piragüismo, en los años 2018 y 2021.
En los Juegos Europeos obtuvo tres medallas, plata en Minsk 2019 y oro y plata en Cracovia 2023.

## Palmarés internacional
| Campeonato Mundial | Campeonato Mundial       | Campeonato Mundial | Campeonato Mundial |
| Año                | Lugar                    | Medalla            | Competición        |
| ------------------ | ------------------------ | ------------------ | ------------------ |
| 2017               | Račice (República Checa) | Medalla de bronce  | K1 500 m           |
| 2021               | Copenhague (Dinamarca)   | Medalla de oro     | K4 500 m           |
| 2022               | Halifax (Canadá)         | Medalla de bronce  | K4 500 m           |
| 2023               | Duisburgo (Alemania)     | Medalla de bronce  | K4 500 m           |
| Juegos Europeos    |                          |                    |                    |
| Año                | Lugar                    | Medalla            | Competición        |
| 2019               | Minsk (Bielorrusia)      | Medalla de plata   | K2 1000 m          |
| 2023               | Cracovia (Polonia)       | Medalla de oro     | K2 500 m           |
| 2023               | Cracovia (Polonia)       | Medalla de plata   | K4 500 m           |
| Campeonato Europeo |                          |                    |                    |
| Año                | Lugar                    | Medalla            | Competición        |
| 2018               | Belgrado (Serbia)        | Medalla de plata   | K1 500 m           |
| 2021               | Poznań (Polonia)         | Medalla de plata   | K2 500 m           |